# Victoria Witemburg
Victoria Witemburg (* 20. Jahrhundert) ist eine argentinische Filmschauspielerin, die vor allem in den Horrorfilmen des Regisseurs Adrián García Bogliano auftritt.

## Leben
Victoria Witemburg debütierte 2004 mit dem Horrorfilm Rooms for Tourists von Regisseur Adrián García Bogliano. Für dessen nächstes Werk Grité una noche war sie auch als Drehbuchautorin und Filmproduzentin aktiv. 2006 setzten die beiden mit 36 Steps ihre Zusammenarbeit fort. Bei diesem Film sang sie zusätzlich zwei Titel des Soundtracks. 2008 folgte I'll Never Die Alone, anschließend 2010 Cold Sweat und 2011 Penumbra.
Ihre erste Zusammenarbeit mit einem anderen Regisseur war der Kurzfilm S-8 von Sebastián Tavano. Danach folgte der Rape-and-Revenge-Film When Your Flesh Screams (2015).

## Filmografie
- 2004: Rooms for Tourists (Habitaciones para turistas)
- 2005: Grité una noche
- 2006: 36 Steps (36 pasos)
- 2008: I’ll Never Die Alone (No moriré sola)
- 2010: Cold Sweat (Sudor frío)
- 2011: Penumbra
- 2015: When Your Flesh Screams (Cuando tu Carne Grite Basta)